# Greatest Hits (DVD The Cure)
Greatest Hits è un DVD dei Cure, uscito nel novembre del 2001.
È una raccolta dei video promozionali dei singoli più di successo della band, pubblicata contemporaneamente alla compilation audio Greatest Hits, che ha segnato il loro addio all'etichetta storica Fiction Records. In più il DVD (non il VHS) contiene un video di 30 minuti girato durante la registrazione dell'Acoustic Hits e, come easter egg, la copertina dell'album e i video promozionali per The Caterpillar, Close To Me (Closest mix) e Pictures of You, esclusi dalla tracklist del cd.

## Tracce
1. Boys Don't Cry
2. A Forest (shortened edit)
3. Let's Go to Bed
4. The Walk
5. The Lovecats
6. Inbetween Days
7. Close To Me (remix)
8. Why Can't I Be You?
9. Just Like Heaven (remix)
10. Lullaby (remix)
11. Lovesong (remix)
12. Never Enough
13. High (single mix)
14. Friday I'm in Love
15. Mint Car (radio mix)
16. Wrong Number
17. Cut Here
18. Just Say Yes
Acoustic Hits
19. A Forest
20. The Lovecats
21. Close To Me
22. Lullaby
23. Friday I'm in Love
24. Just Say Yes

## Formazione (Acoustic Hits)
- Robert Smith - voce, chitarra
- Simon Gallup - basso
- Perry Bamonte - chitarra
- Jason Cooper - batteria
- Roger O'Donnell - tastiere
- Boris Williams: percussioni